# Heteronym (litteratur)
Heteronym är ett slags författarnamn som uppfanns av den portugisiske författaren Fernando Pessoa. Skillnaden mot en pseudonym, som bara är ett annat namn på en författare, är att heteronymen framstår som en annan individ med en egen, självständig identitet.

## Författare som använt sig av heteronymer
- Fernando Pessoa - Álvaro de Campos, Alberto Caeiro, Ricardo Reis och många fler.
- Romain Gary - Émile Ajar med flera
- Vladimir Oravsky - Zlata Ibrahimovic
- Søren Kierkegaard - Använde sig av många pseudonymer, bland andra Victor Eremita och Johannes de Silentio, varav flera kan karakteriseras som heteronymer.

Ett annat exempel är en uruguayansk poet som bor i Sverige, Hebert Abimorad, med sina heteronym Flor Condominio, Martina Martínez, José José, Camilo Alegre, Silvestre del Bosque med flera.